# 1. FK Příbram
Der 1. FK Příbram ist ein tschechischer Fußballverein aus der mittelböhmischen Stadt Příbram. Der Verein entstand 1996 aus einer Fusion des FC Příbram mit Dukla Prag.

## Vereinsgeschichte
Dieser Abschnitt behandelt bis 1996 die Vereinsgeschichte des FC Příbram. Zur Geschichte des Fusionspartners, siehe Dukla Prag.
1928 wurde in Březové Hory der Sportverein SK Březové Hory gegründet. Er spielte in unteren Ligen, bis 1968 der Aufstieg in die vierthöchste Spielklasse, die Divize, gelang, da schon unter dem Namen Baník Příbram. Der dritte Platz bedeutete den Aufstieg in die neu geschaffene 3. Liga. 1974/75 schloss Příbram die ČNL, Gruppe A, auf dem ersten Platz ab und stieg so in die 2. Liga auf, in der sich die Mannschaft bis 1981 halten konnte. Der Wiederaufstieg in die 2. Liga gelang erst 1994.
1996 kam es zur Zusammenarbeit mit Dukla Prag. Dukla übernahm den Platz des FC Příbram in der 2. Liga, der seinerseits als FC Dukla Příbram in der ČFL, der 3. Liga startete. Dukla Prag stieg 1997 in die 1. Liga auf und verlegte den Vereinssitz nach Příbram, die Vereinsbezeichnung lautete FC Dukla, ohne Ortsnamen. Erst 1998 nannte sich der Klub FC Dukla Příbram. Seit 2000 ersetzt der Sponsorenname Marila die Bezeichnung Dukla.
In diesem Jahr nahm der Klub am UEFA Intertoto Cup teil. Nach einem Erfolg gegen den Linzer ASK schied er gegen Aston Villa aus. 2001 erreichte Marila Příbram mit dem vierten Platz in der Gambrinus Liga die bisher beste Platzierung der Vereinsgeschichte, wenn sich auch der Verein auf die Erfolge von Dukla Prag beruft. Dies bedeutete den Start im UEFA-Pokal der Saison 2001/02, in dem zunächst der französische Verein CS Sedan mit 4:0 und 1:3 besiegt werden konnte. In der folgenden Runde schied man mit 1:6 und 2:2 gegen PAOK Saloniki aus.
Zwischen 2002 und 2006 bewegte sich Marila meist im unteren Mittelfeld der Liga, 2006/07 stieg die Mannschaft in die 2. Liga ab, jedoch umgehend wieder auf.

## Erfolge
Alle diese Erfolge wurden von Dukla Prag erreicht.
- Tschechoslowakischer Meister: 1953, 1956, 1958, 1961, 1962, 1963, 1964, 1966, 1977, 1979, 1982
- Tschechoslowakischer Pokalsieger: 1961, 1965, 1966, 1969, 1981, 1983, 1985, 1990
- Tschechischer Pokalsieger: 1981, 1983, 1985, 1990

## Europapokalbilanz
| Saison  | Wettbewerb         | Runde    | Gegner            | Gesamt | Hin     | Rück    |
| ------- | ------------------ | -------- | ----------------- | ------ | ------- | ------- |
| 2000    | UEFA Intertoto Cup | 2. Runde | LASK Linz         | 4:3    | 3:2 (H) | 1:1 (A) |
| 2000    | UEFA Intertoto Cup | 3. Runde | Aston Villa       | 1:3    | 1:3 (A) | 0:0 (H) |
| 2001/02 | UEFA-Pokal         | 1. Runde | CS Sedan          | 5:3    | 4:0 (H) | 1:3 (A) |
| 2001/02 | UEFA-Pokal         | 2. Runde | PAOK Thessaloniki | 3:8    | 1:6 (A) | 2:2 (H) |

Gesamtbilanz: 8 Spiele, 2 Siege, 3 Unentschieden, 3 Niederlagen, 13:17 Tore (Tordifferenz −4)

## Vereinsnamen
Gegründet wurde der FC Příbram 1928 unter dem Namen SK Březové Hory. Später hieß der Verein bis 1972 TJ Baník Příbram. Weitere Umbenennungen gab es 1972 in SK Uranové Doly Příbram, 1977 in TJ Uranové Doly Příbram, 1993 in FC Portal Příbram und 1995 in FC Příbram.
Dukla Prag wurde am 1. Oktober 1948 als Armádní tělocvičný klub (ATK Praha, zu Deutsch: Armeeverein für Leibesübungen Prag) gegründet. 1953 wurde der Verein in Ústřední dům armády (ÚDA Praha, zu Deutsch: zentrales Armeehaus Prag) umbenannt. Weitere Umbenennungen gab es 1956 in VTJ Dukla Praha, 1976 in ASVS Dukla Praha, 1991 in FC Dukla Praha, 1994 in FK Dukla Praha und 1995 in Dukla Praha a.s.
Der neue Verein (rechtlich Nachfolger von Dukla Prag) hieß ab 1997 FC Dukla. 1998 wurde er in FC Dukla Příbram, 2000 in FC Marila Příbram und 2002 in FK Marila Příbram umbenannt. Im Juli 2008 änderte der Verein seinen Namen in 1. FK Příbram.

## Trainer
- Karel Jarolím (1997–1998)
- Jozef Chovanec (2002–2003)

## Spieler
- Ivo Knoflíček (1997–1998)
- Horst Siegl (2001–2003)
- Oldřich Pařízek (2002, 2004–2007)